# Soldado Sampaio
Francisco dos Santos Sampaio, mais conhecido como Soldado Sampaio (Pedreiras, 12 de maio de 1976) é um policial militar, contabilista e político brasileiro, filiado ao Republicanos, deputado estadual por Roraima e atual presidente da Assembleia Legislativa de Roraima (ALE-RR).

## Biografia
Casado e pai de três filhos, Francisco Sampaio é soldado da Polícia Militar de Roraima, daí o seu apelido "Soldado Sampaio", tendo sido presidente da Associação dos Policiais e Bombeiros Militares de Roraima (APBM), além de possuir formação de ensino superior ao concluir o bacharelado em Ciências Contábeis.
Começou sua carreira na política institucional em 2010, e em 2022, foi reeleito para o quarto mandato consecutivo com 8.746 votos
Desde 2023, ele exerce a presidência da ALE-RR, tendo sido reeleito em 2025 para mais um biênio de chefia do Legislativo roraimense até 2026.

### Eleições para deputado estadual
- 2010: 1.719 votos[5]
- 2014: 3.468 votos;
- 2018: 4.678 votos.[5]

- 2022: 8.746 votos.[6]